# 舍日
舍日（法語：Cheuge，法語發音：[ʃœʒ]）是法国科多尔省的一个市镇，位于该省东部，属于第戎区。

## 地理
舍日（47°23'27"N, 5°23'36"E）面积8.88 平方千米，位于法国勃艮第-弗朗什-孔泰大區科多尔省，该省份为法国中东部省份，北起奥布省，西接涅夫勒省和约讷省，南至索恩-卢瓦尔省，东南接汝拉省，东临上索恩省，东北部与上马恩省接壤。
与舍日接壤的市镇（或旧市镇、城区）包括：让西尼、蒙芒松、勒内沃、圣索沃尔、沙尔姆、贝兹河畔米尔博、瓦西伊。
舍日的时区为UTC+01:00、UTC+02:00（夏令时）。

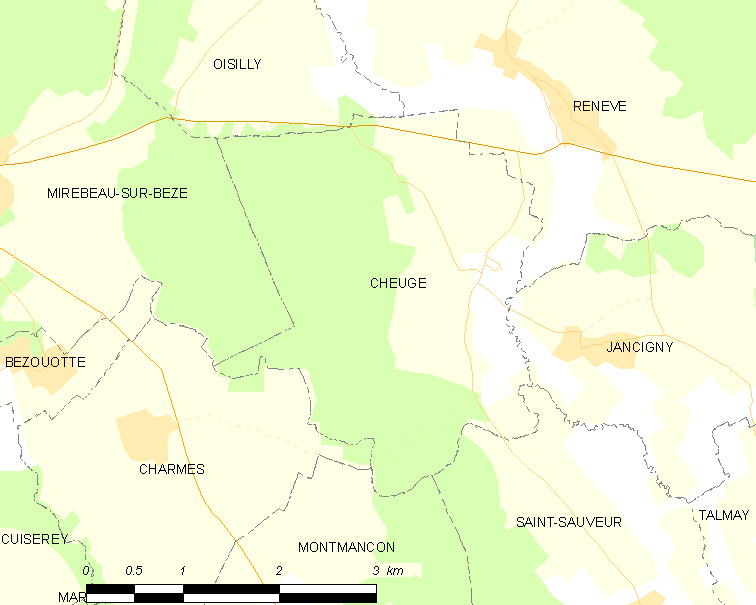
舍日的OSM定位图

## 行政
舍日的邮政编码为21310，INSEE市镇编码为21167。

## 政治
舍日所属的省级选区为圣阿波利奈尔县。

## 交通
科多尔省省道D112线和D112G线经过市中心。

## 人口

1962-2008年间舍日人口变化图示

舍日于2022年1月1日时的人口数量为119人。